# Jérôme Gnako
Jérôme Gnako (ur. 17 lutego 1968 w Bordeaux) – piłkarz francuski grający na pozycji ofensywnego pomocnika. 2 razy wystąpił w reprezentacji Francji.

## Kariera klubowa
Karierę piłkarską Gnako rozpoczął w klubie Girondins Bordeaux. W sezonie 1986/1987 zadebiutował w jego barwach w Ligue 1. W 1987 roku wywalczył z Bordeaux mistrzostwo Francji oraz zdobył Puchar Francji. Z kolei w 1988 roku został wicemistrzem kraju. W Bordeaux przez 2,5 roku rozegrał 6 meczów.
Na początku 1989 roku Gnako odszedł z Bordeaux do drugoligowego Olympique Alès. Latem tamtego roku przeszedł do innego drugoligowego klubu, Angers SCO.
W 1991 roku Gnako został piłkarzem AS Monaco. W 1992 roku wywalczył z Monaco wicemistrzostwo kraju, a także zagrał w przegranym 0:2 finale Pucharu Zdobywców Pucharów z Werderem Brema. W Monaco grał do końca sezonu 1993/1994.
Latem 1994 Gnako został zawodnikiem FC Sochaux-Montbéliard. Grał w nim przez rok, a następnie przeszedł do OGC Nice. W 1996 roku jako zawodnik tego klubu zakończył karierę piłkarską.
| Sezon   | Klub                   | Kraj    | Rozgrywki | Mecze | Bramki |
| ------- | ---------------------- | ------- | --------- | ----- | ------ |
| 1986/87 | Girondins Bordeaux     | Francja | Ligue 1   | 1     | 0      |
| 1987/88 | Girondins Bordeaux     | Francja | Ligue 1   | 1     | 0      |
| 1988/89 | Girondins Bordeaux     | Francja | Ligue 1   | 4     | 0      |
| 1988/89 | Olympique Alès         | Francja | Ligue 2   | 6     | 2      |
| 1989/90 | Angers SCO             | Francja | Ligue 2   | 31    | 4      |
| 1990/91 | Angers SCO             | Francja | Ligue 2   | 32    | 4      |
| 1991/92 | AS Monaco              | Francja | Ligue 1   | 21    | 3      |
| 1992/93 | AS Monaco              | Francja | Ligue 1   | 33    | 9      |
| 1993/94 | AS Monaco              | Francja | Ligue 1   | 33    | 1      |
| 1994/95 | FC Sochaux-Montbéliard | Francja | Ligue 1   | 14    | 0      |
| 1995/96 | OGC Nice               | Francja | Ligue 1   | 27    | 2      |

## Kariera reprezentacyjna
W reprezentacji Francji Gnako zadebiutował 14 października 1992 roku w wygranym 2:0 meczu eliminacji do Mistrzostw Świata 1994 z Austrią. Swój drugi i ostatni mecz w kadrze narodowej rozegrał 16 lutego 1994 z Włochami (1:0).
| Mecze i gole w reprezentacji | Mecze i gole w reprezentacji | Mecze i gole w reprezentacji | Mecze i gole w reprezentacji | Mecze i gole w reprezentacji | Mecze i gole w reprezentacji | Mecze i gole w reprezentacji |
| #                            | Data                         | Stadion                      | Rywal                        | Wynik                        | Gol                          | Rozgrywki                    |
| 1992                         | 1992                         | 1992                         | 1992                         | 1992                         | 1992                         | 1992                         |
| ---------------------------- | ---------------------------- | ---------------------------- | ---------------------------- | ---------------------------- | ---------------------------- | ---------------------------- |
| 1.                           | 14.10.1992                   | Paryż, Francja               | Austria                      | 2:0                          | 0                            | el. MŚ 1994                  |
| 1994                         |                              |                              |                              |                              |                              |                              |
| 2.                           | 16.02.1994                   | Neapol, Włochy               | Włochy                       | 1:0                          | 0                            | towarzyski                   |